# Портрет Фёдора Карловича Корфа
«Портрет Фёдора Карловича Корфа» — картина Джорджа Доу и его мастерской, из Военной галереи Зимнего дворца.
Картина представляет собой погрудный портрет генерал-лейтенанта Фёдора Карловича Корфа из состава Военной галереи Зимнего дворца.
К началу Отечественной войны 1812 года генерал-майор и генерал-адъютант барон Корф был шефом Псковского драгунского полка и командовал 2-м резервным кавалерийским корпусом, возглавлял арьергард 1-й Западной армии. Был во множестве сражений при отражении нашествия Наполеона, за отличие в Бородинском бою получил чин генерал-лейтенанта. Во время Заграничных походов 1813 и 1814 годов также находился во многих важных сражениях в Германии и Франции.
Изображён в генерал-адъютантском мундире, введённом в 1815 году, на эполетах вензель императора Александра I. Слева на груди генерал-адъютантский аксельбант; на шее крест ордена Св. Георгия 3-го класса; по борту мундира прусского ордена Красного орла 1-го класса; справа на груди серебряная медаль «В память Отечественной войны 1812 года» на Андреевской ленте, бронзовая дворянская медаль «В память Отечественной войны 1812 года» на Владимирской ленте и звёзды орденов Св. Александра Невского и Св. Владимира 1-й степени. Подпись на раме: Баронъ Ѳ. К. Корфъ, Генералъ Лейтенантъ. Орден Св. Владимира 1-й степени изображён ошибочно, Корф не имел этого ордена, а был награждён только 2-й степенью, соответственно вместе с Владимирской звездой должен быть изображён отсутствующий на портрете шейный крест этого ордена.
Несмотря на то, что 7 августа 1820 года Комитетом Главного штаба по аттестации барон Корф был включён в список «генералов, служба которых не принадлежит до рассмотрения Комитета», фактическое решение о написании его портрета состоялось раньше. Сам Корф в это время по-прежнему командовал 2-м резервным кавалерийским корпусом и постоянно проживал в Орле. Известно, что в Санкт-Петербург он приезжал в начале февраля 1820 года, после чего состоялась его встреча с художником. Гонорар Доу был выплачен 24 марта и 30 июня 1820 года. Готовый портрет поступил в Эрмитаж 7 сентября 1825 года.

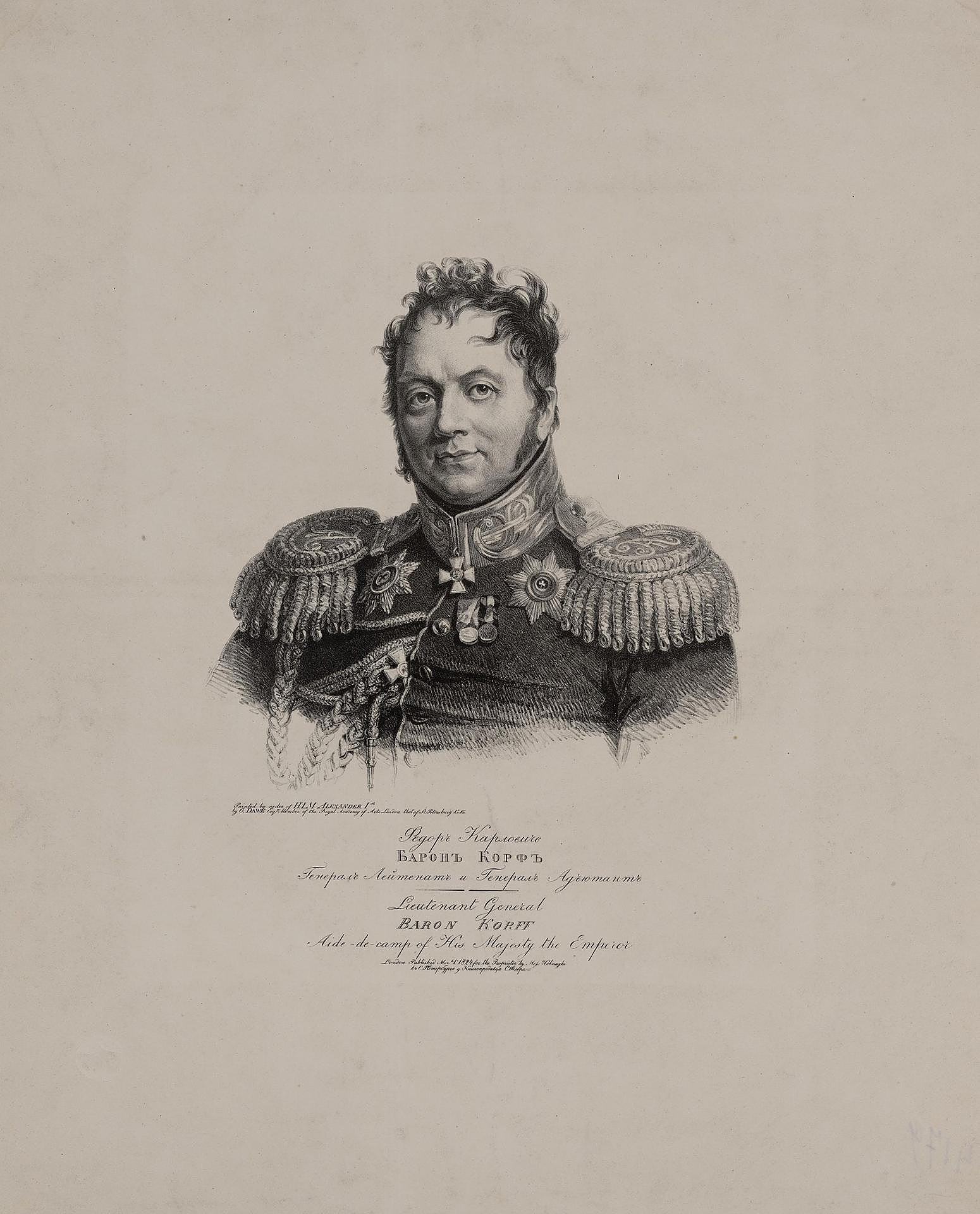
Литография неизвестного художника, 1824 год, Эрмитаж

В 1824 году Лондоне фирмой Paul & Dominic Colnaghi & Co по заказу петербургского книготорговца С. Флорана неизвестным художником была сделана литография с указанием даты 1 мая 1824 года. Отпечаток этой литографии также имеется в собрании Эрмитажа (бумага, литография, 61 × 50 см, инвентарный № ЭРГ-408).
В 1840-е годы в мастерской И. П. Песоцкого по рисунку с портрета была сделана литография, опубликованная в книге «Император Александр I и его сподвижники» и впоследствии неоднократно репродуцированная. В части тиража была напечатана другая литография с этого портрета, отличающаяся мелкими деталями.